# Cyanoliseus
Los loros barranqueros o tricahues se incluyen en el género Cyanoliseus de la familia de los loros (Psittacidae). Está integrado por 3 especies, de las cuales dos están extintas y sólo una es viviente. Los hábitat de estas aves son los bosques xerófilos semiáridos, estepas arbustivas y matorrales, en valles, quebradas, llanuras, o costas marinas, en el Cono Sur de América del Sur.  

## Distribución
Especies de este género fueron registradas en el noroeste, centro y sur de la Argentina, en el centro de Chile, y en el Uruguay.

### Reproducción
La reproducción que caracteriza al género es del tipo gregario, en cuevas que escavan en las paredes de barrancas de ríos o acantilados marinos.

### Características
Tonni señaló como detalles diagnósticos para definir a este género tres caracteres:
- Presencia de un pequeño tubérculo en la parte media del borde distal interno de la cabeza del húmero;
- Gran desarrollo de la crista deltopectoralis;
- Una incisura intercondylaris profunda.

Tamaño
Si bien no alcanza el porte de los grandes guacamayos del género Ara, C. patagonopsis supera en tamaño al de Ara severa, pues su largo total fue estimado en aproximadamente 51 cm, con pesos de 350 gramos, lo que lo torna en la especie de Cyanoliseus de mayor tamaño, superando por un 20 % a la viviente C. patagonus, la cual alcanza en promedio unos 42 cm. La tercera especie, la también extinta C. ensenadensis, era la menor del género, con un largo total estimado en aproximadamente 33 cm.

## Taxonomía
Este género fue descrito originalmente en el año 1854 por el naturalista, y ornitólogo francés Charles Lucien Jules Laurent Bonaparte, hijo de Lucien Bonaparte y sobrino del emperador Napoleón Bonaparte.

### Especies
Este género se subdivide en  3 especies: 
- Cyanoliseus ensenadensis (Cattoi, 1957) - Especie extinta.[3][1]
- Cyanoliseus patagonopsis Acosta Hospitaleche & Tambussi, 2006 - Especie extinta.[4]
- Cyanoliseus patagonus (Vieillot, 1818) - Especie viviente.[5]